# جوي ودي
جوي ودي (بالإنجليزية: Joey Woody) هو منافس ألعاب قوى أمريكي، ولد في 22 مايو 1973 في آيوا سيتي في الولايات المتحدة.

## وصلات خارجية
- جوي ودي على موقع الاتحاد الدولي لألعاب القوى (الإنجليزية)